# Egidius van der Rye
Egidius van der Rye of Aegid de Rijde (ca. 1555 - Graz, 30 november 1605) was een Zuid-Nederlands schilder en tekenaar. Hij trok als jongeman naar Oost-Europa en maakte er stadsgezichten van Košice, Cluj-Napoca en Krakau. Via Joris Hoefnagel vonden ze hun weg naar het laatste deel van de atlas Civitates orbis terrarum, uitgegeven door Georg Braun en Frans Hogenberg in 1617. Van der Rye was op dat moment al enige tijd overleden. De laatste vijf jaar van zijn leven had hij in de Oostenrijkse stad Graz religieuze taferelen geschilderd.

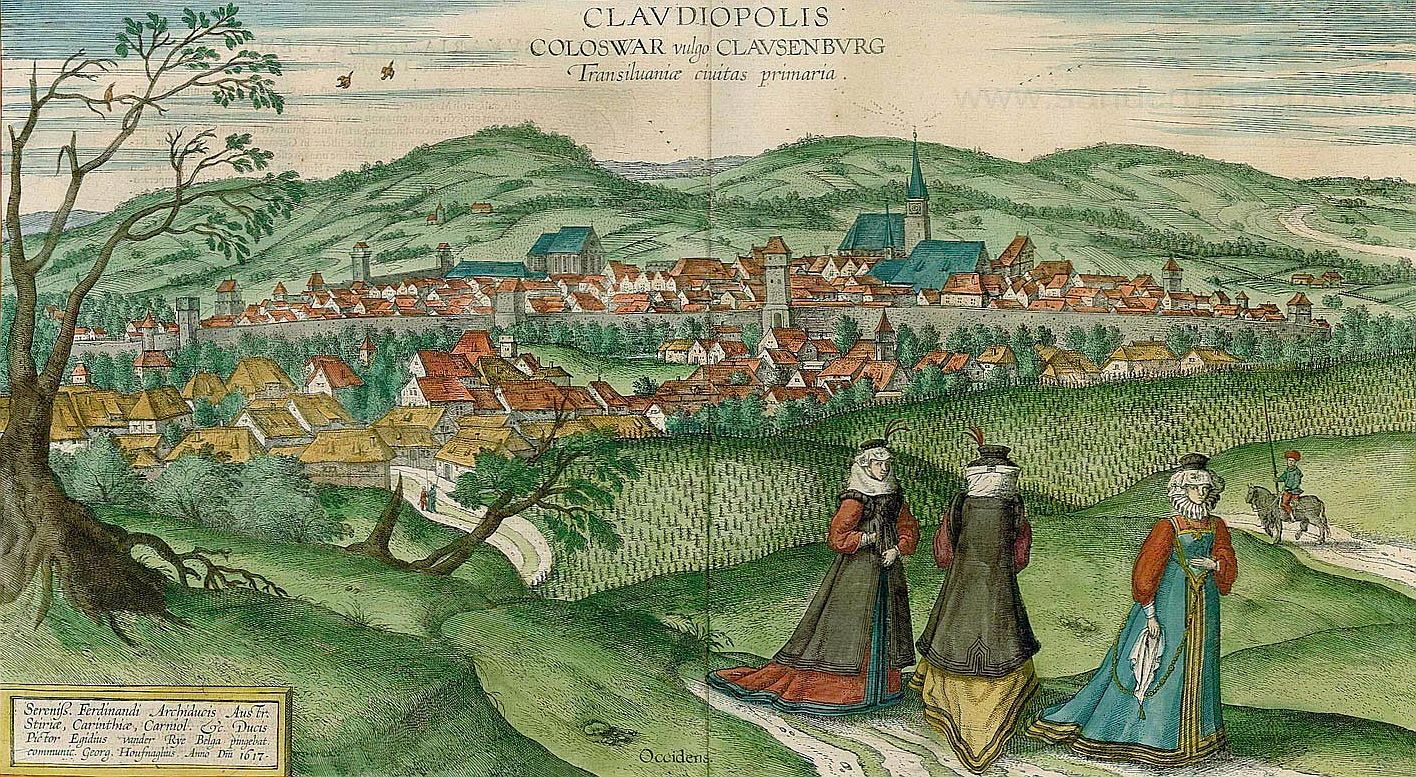
Cluj-Napoca
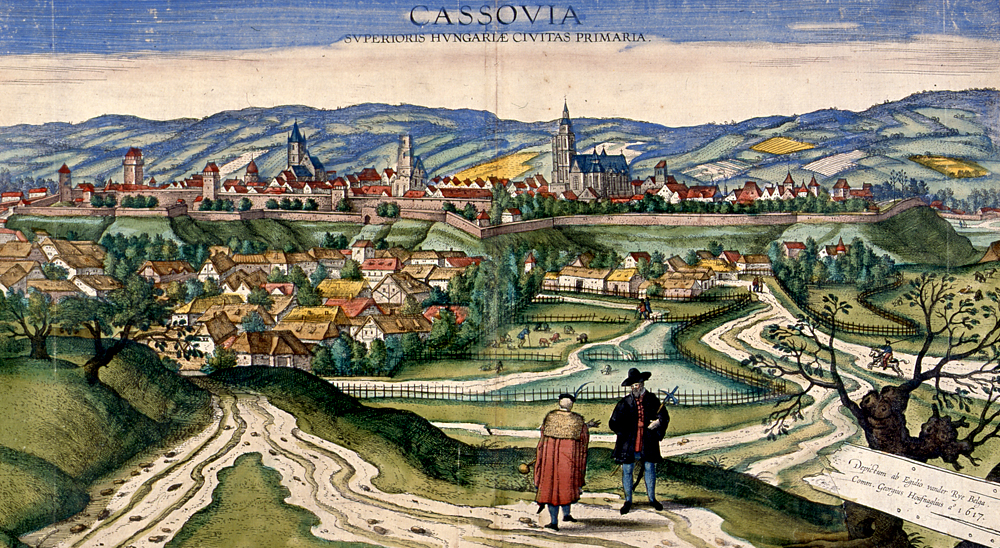
Košice
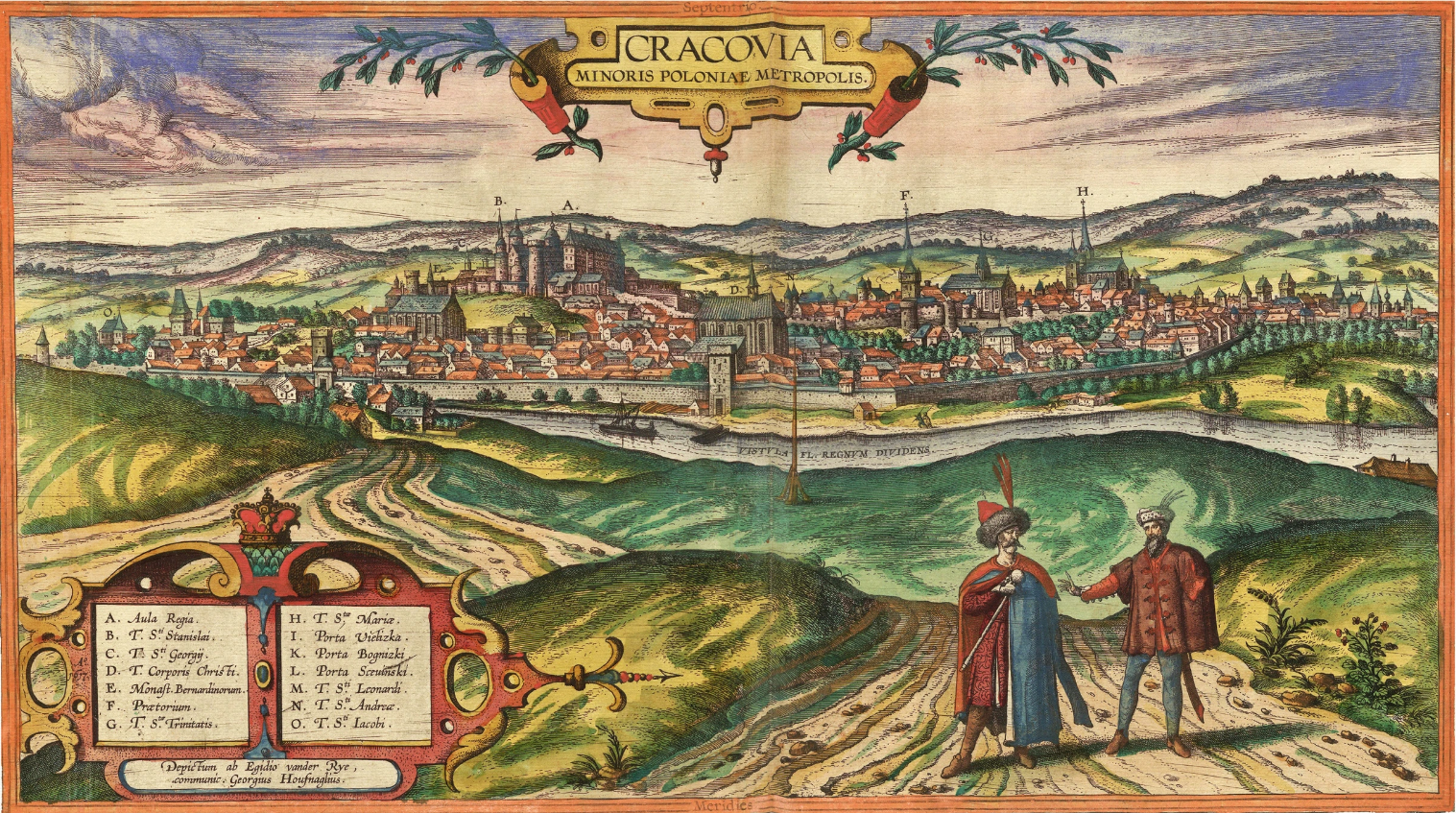
Krakau

## Voetnoten
1. ↑  Ferdinand Opll, Heike Krause en Christoph Sonnlechner, Wien als Festungsstadt im 16. Jahrhundert. Zum kartografischen Werk der Mailänder Familie Angielini, 2017, p. 380. Gearchiveerd op 27 juni 2023.

- Bibliothèque nationale de France: cb17791152z (data)
- Biografisch Portaal: 69527926
- International Standard Name Identifier: 0000 0004 3870 7511
- Nationale Bibliotheek van Tsjechië: ola2015892251
- RKD-Nederlands Instituut voor Kunstgeschiedenis: 69112
- Virtual International Authority File: 311314130
- WorldCat: E39PBJmpg3XH3frGHGyjF6Hgrq